# 內森·雷德蒙德
尼敦·丹尼爾·謝路美·列蒙特（英語：Nathan Daniel Jerome Redmond，1994年3月6日—）是一名英格蘭足球員，場上司職翼鋒，出身伯明翰城青訓系統，現效力於英超球會般尼。
列蒙特於少年時已加入家鄉球會伯明翰城，在2010年8月於英格蘭聯賽盃第二圈對羅奇代爾為一隊處子登場，時年16歲另173日，僅比球會名宿有神童之稱的杜利華·法蘭西斯（Trevor Francis）的首秀年長34日，成為球會歷來第二最年輕首次上陣的球員。列蒙特曾代表英格蘭在U19以下每個年齡級別參加國際賽，並於2013年歐洲U-21足球錦標賽決賽週首次代表英格蘭U21參賽。他於2013年夏季轉投當時在英超角逐的诺里奇城。
列蒙特是一名典型翼鋒球員，慣常於邊綫活動，雖然是右腳球員，但時常在左、右兩翼策動攻勢，亦會切入中路。他間中亦會擔任在單箭頭後支援的中場中角色。

## 榮譽
英格蘭U16
- 勝利盾冠軍：2009年
- 蒙太古邀請賽亞軍：2010年

英格蘭U17
- 北歐國際青年足球邀請賽冠軍：2010年

## 外部連結
- 足球数据库：內森·雷德蒙德的球员统计数据
- Profile （页面存档备份，存于） at Birmingham City F.C. website
- Profile （页面存档备份，存于） at The Football Association website